# 364e régiment d'infanterie
Le 364e régiment d'infanterie (364e RI) est un régiment d'infanterie de l'Armée de terre française constitué en 1914 avec les bataillons de réserve du 164e régiment d'infanterie.
À la mobilisation, chaque régiment d'active créé un régiment de réserve dont le numéro est le sien plus 200.

## Création et différentes dénominations
- Août 1914 : 364e Régiment d'Infanterie
- Août 1916 : Dissolution

## Historique des garnisons, combats et batailles

### Première Guerre mondiale

#### Affectations
- 72e Division d'Infanterie d'août 1914 à juillet 1915
- 132e Division d'Infanterie de juillet 1915 à août 1916

## Drapeau
Il porte, cousues en lettres d'or dans ses plis, les inscriptions suivantes :
- Woëvre 1915
- Verdun 1916

## Sources et bibliographie
- Historique du 364e régiment d'infanterie : guerre de 1914-1918, Laval, Barnéoud, 40 p., lire en ligne sur Gallica.